# Gelasma fuscifimbria
Gelasma fuscifimbria là một loài bướm đêm trong họ Geometridae.